# Гува
Гу́ва (грец. Γούβα) — один з найгустонаселеніших районів Афін, розташований на південному сході міста, поблизу із кордоном з муніципалітетом Дафні. Також район межує із районами Айос-Артеміос, Мец та передмістям Віронас.